# D.O. Zetterholm
Delmar Olof Zetterholm, född 16 oktober 1905 i Härnösand, död 3 februari 1969 i Uppsala, var en svensk språkforskare.
D.O. Zetterholm disputerade i nordiska språk vid Uppsala universitet 1934 på en avhandling om eddadikten Atlamál. Han ägnade sin forskning framför allt åt dialektgeografi, och arbetade som docent vid Dialekt- och folkminnesarkivet i Uppsala  1934–1955. Zetterholm är gravsatt i minneslunden på Berthåga kyrkogård i Uppsala.